# Station Jasice
Station Jasice is een spoorwegstation in de Poolse plaats Jasice.